# Aesculus hippocastanum
Marronnier commun, marronnier d'Inde, marronnier blanc
Pour les articles homonymes, voir Marronnier (homonymie).
Espèce
Statut de conservation UICN

 VU C2a(i) : Vulnérable
Le marronnier commun, marronnier d'Inde, marronnier d'Europe ou marronnier blanc (Aesculus hippocastanum L.) est un arbre, anciennement de la famille des Hippocastanaceae (Classification de Cronquist (1981)), laquelle est aujourd'hui incluse dans la famille des Sapindaceae (en classification APG III). Il est parfois appelé châtaignier de mer, marronnier faux-châtaignier ou châtaignier des chevaux.
Il est souvent confondu avec le châtaignier commun (Castanea sativa), qui produit la véritable châtaigne comestible.
Ses cousins nord-américains, nommés paviers, ont des feuilles plus lisses et non dentelées, avec des fleurs qui rappellent celles du marronnier européen.
Originaire d'Europe du Sud-Est (Balkans), le marronnier est aujourd'hui très répandu dans les parcs publics et le long des avenues dans presque toute l'Europe et en Amérique du Nord.
L’espèce est considérée en Europe comme « vulnérable » par le comité français de l’Union internationale pour la conservation de la nature,. Toutefois, ceci ne s'applique pas aux individus plantés en ornement, mais uniquement aux populations sauvages dans les Balkans.

## Histoire
À cause de son nom vernaculaire « marronnier d’Inde », les origines de cet arbre furent d'abord recherchées en Inde, notamment dans les forêts tempérées des régions montagneuses situées au nord de ce pays, mais en vain. Car dans l'Himalaya c'est en réalité une autres espèce apparentée que l'on trouve, moins grande et peu utilisée en ornement : Aesculus indica. C'est un voyageur et géologue anglais, John Hawkins, qui découvrit dans les années 1790 l’origine d’Aesculus hippocastanum : en Europe, dans les régions montagneuses de la Macédoine grecque et de la Macédoine du Pirin (nord de la Grèce, sud de la Bulgarie actuelle).
Un jeune marronnier aurait été introduit à Constantinople en 1557. L'ambassadeur du Saint-Empire auprès de la Porte ottomane en aurait offert un à Charles de L'Écluse, ambassadeur à Vienne, en 1576, sous la forme d'un marron prêt à germer. Charles de l'Écluse l'aurait acclimaté en estimant qu'il fallait le semer très tôt pensant que la graine perdrait rapidement son pouvoir de germination. De l’Autriche et probablement par d’autres voies, le marronnier aurait été diffusé en Europe. Il a été introduit à Paris en 1615, par un certain Bachelier, qui l’aurait rapporté de Constantinople et planté dans la cour de l'hôtel de Soubise, où l'arbre poussa jusqu'en 1840 (ou au pied de la tour du Temple selon d'autres sources). Un autre marronnier fut planté en 1650 au Jardin des Plantes, et en 1670 des marronniers furent plantés comme arbres d’ornement dans l'avenue des Tuileries. Deux siècles plus tard, en 1870, 80 % des arbres des pépinières municipales de Paris destinés à être plantés comme arbres d’alignement urbain étaient des marronniers.
Un sujet planté en 1606 (419 ans) est encore visible dans le parc d'un hôtel à Vézac (Cantal).

### Étymologie
Nom scientifique : Aesculus  était le nom latin d’un chêne à glands comestibles.
Hippocastanum évoque le cheval (hippos) et la châtaigne (kastanon) car le marron semblait pouvoir être donné aux chevaux en petite quantité. Le marron aurait également trouvé usage pour soigner la toux du cheval, et cela déjà dans l'empire Ottoman. Un des noms communs anglais du marron est encore horsechestnut, ou marron de cheval. Le nom allemand Rosskastanie [de] est également la traduction directe du nom latin hippocastanum, Ross étant un mot alémanique/allemand supérieur pour cheval.
Nom vernaculaire : le mot marron viendrait du mot ligure mar signifiant « caillou ». Son fruit lisse, rond et dur évoque effectivement un caillou.
Définitions anciennes : pour le Dictionnaire de l'Académie française de 1694 (1re édition), le mot marronnier désignait autrefois tous les arbres portant des marrons (dont les châtaigniers). Le marronnier a ensuite désigné les variétés cultivées du châtaignier « dont les fruits sont plus gros que les châtaignes et comestibles ». Le mot « marronnier » a aussi jusqu’au XIXe siècle au moins, désigné le métier de vendeur de marrons chauds ou froids.
L’expression Marronnier d'Inde, apparaît dans la 6e édition (1832) du Dictionnaire de l'Académie française qui le définit comme un « grand et bel arbre », « apporté en France de Constantinople » et « dont les fleurs sont en bouquets pyramidaux, et dont le fruit est âcre et amer ». Le Dictionnaire Littré de la langue française (1872-1877) précise qu’il fait partie de la famille des hippocastanées, et qu’il « nous est venu des Indes orientales, en 1615 » en fait probablement importé par la Compagnie française des Indes orientales, mais venant de moins loin.

## Description

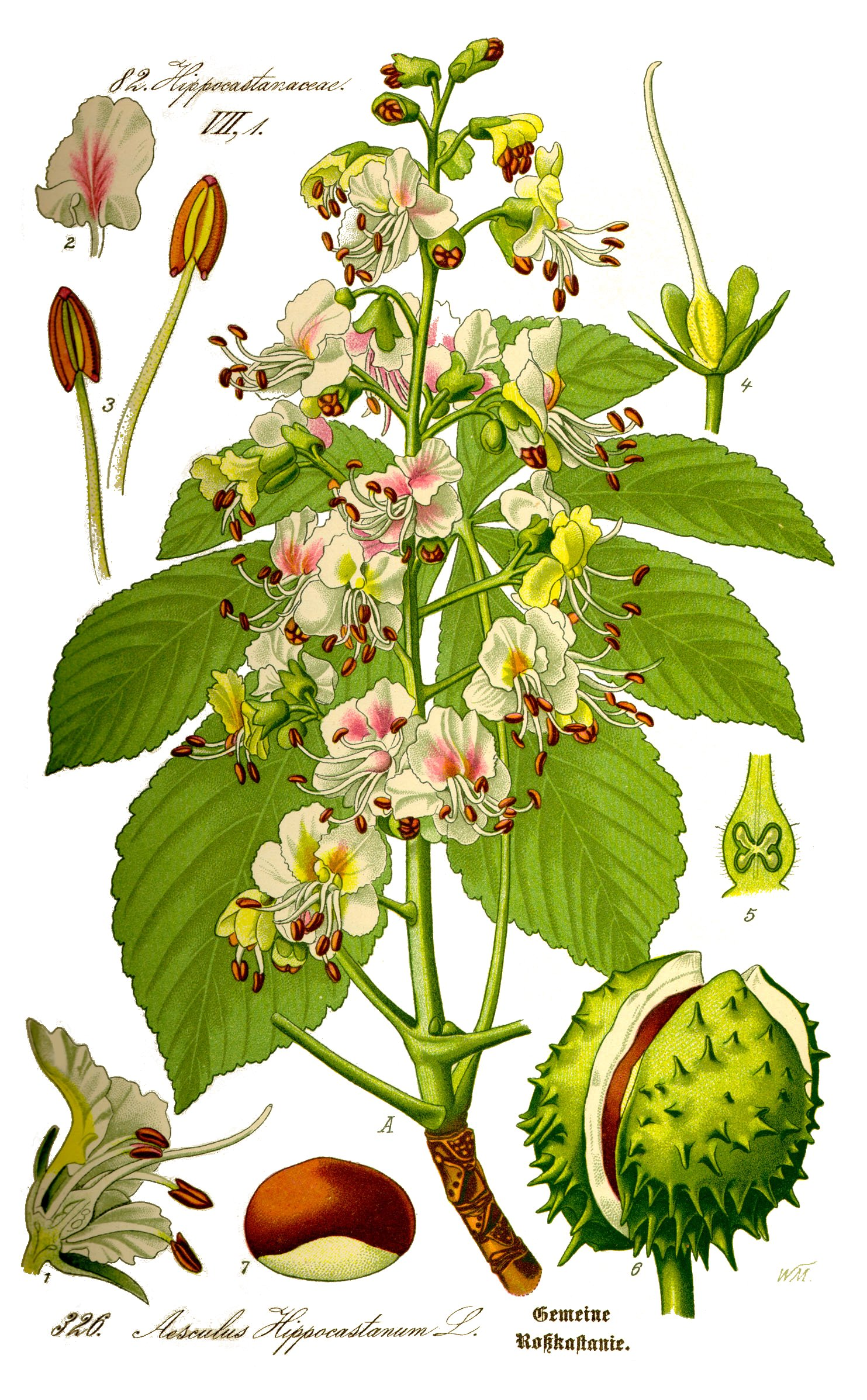
Planche botanique de marronnier commun.

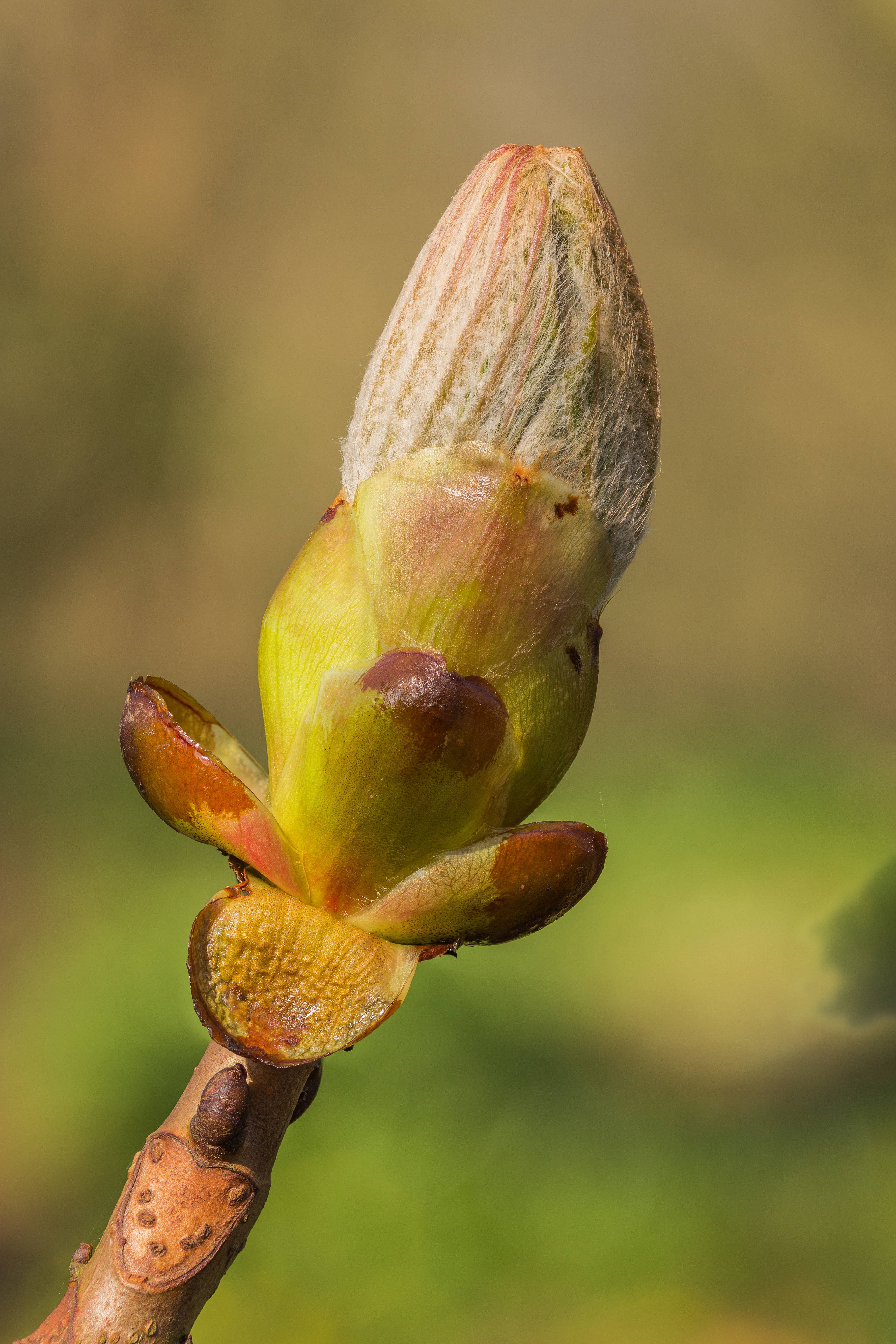
Un bourgeon d’Aesculus hippocastanum.

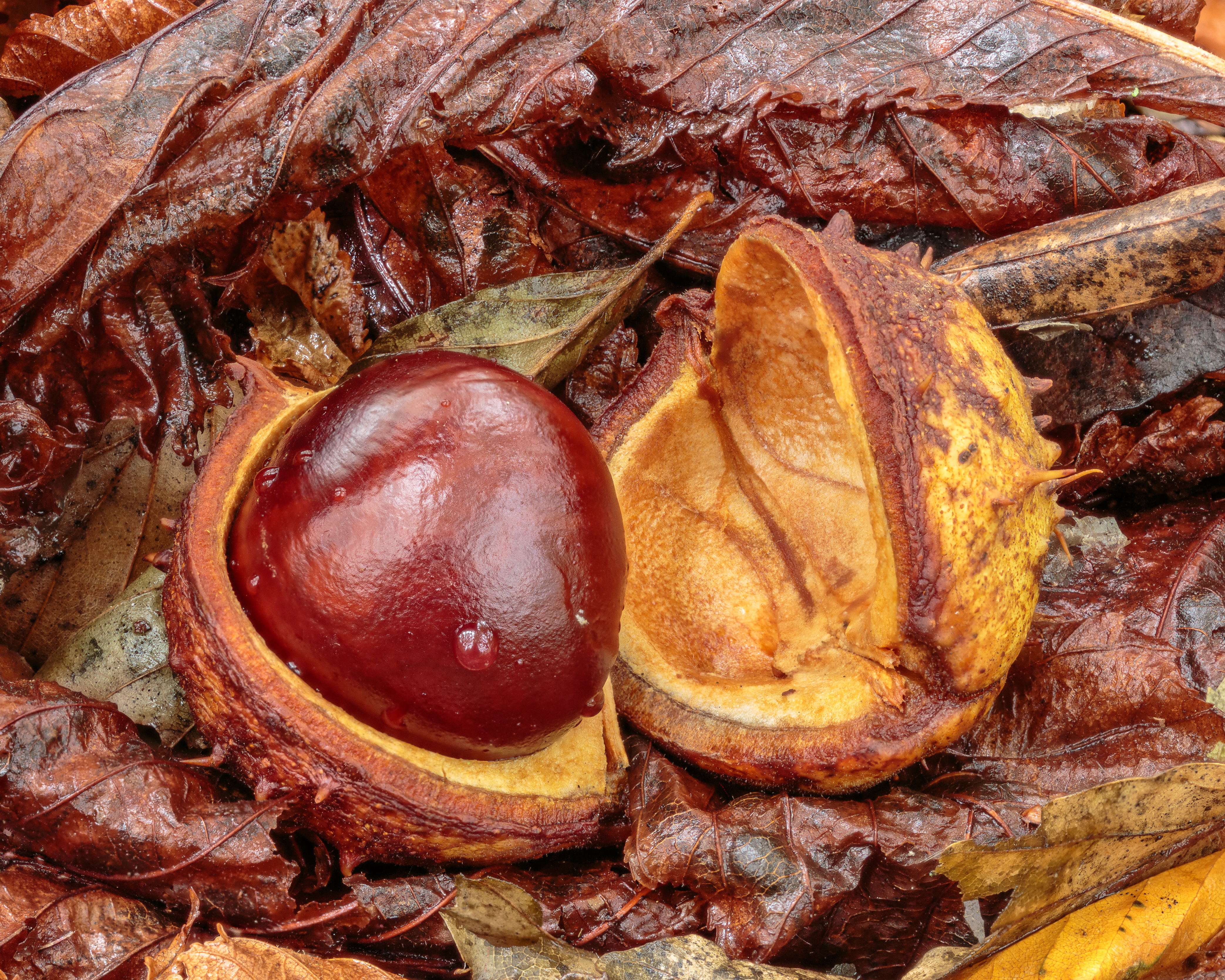
Bogue et marron dAesculus hippocastanum.

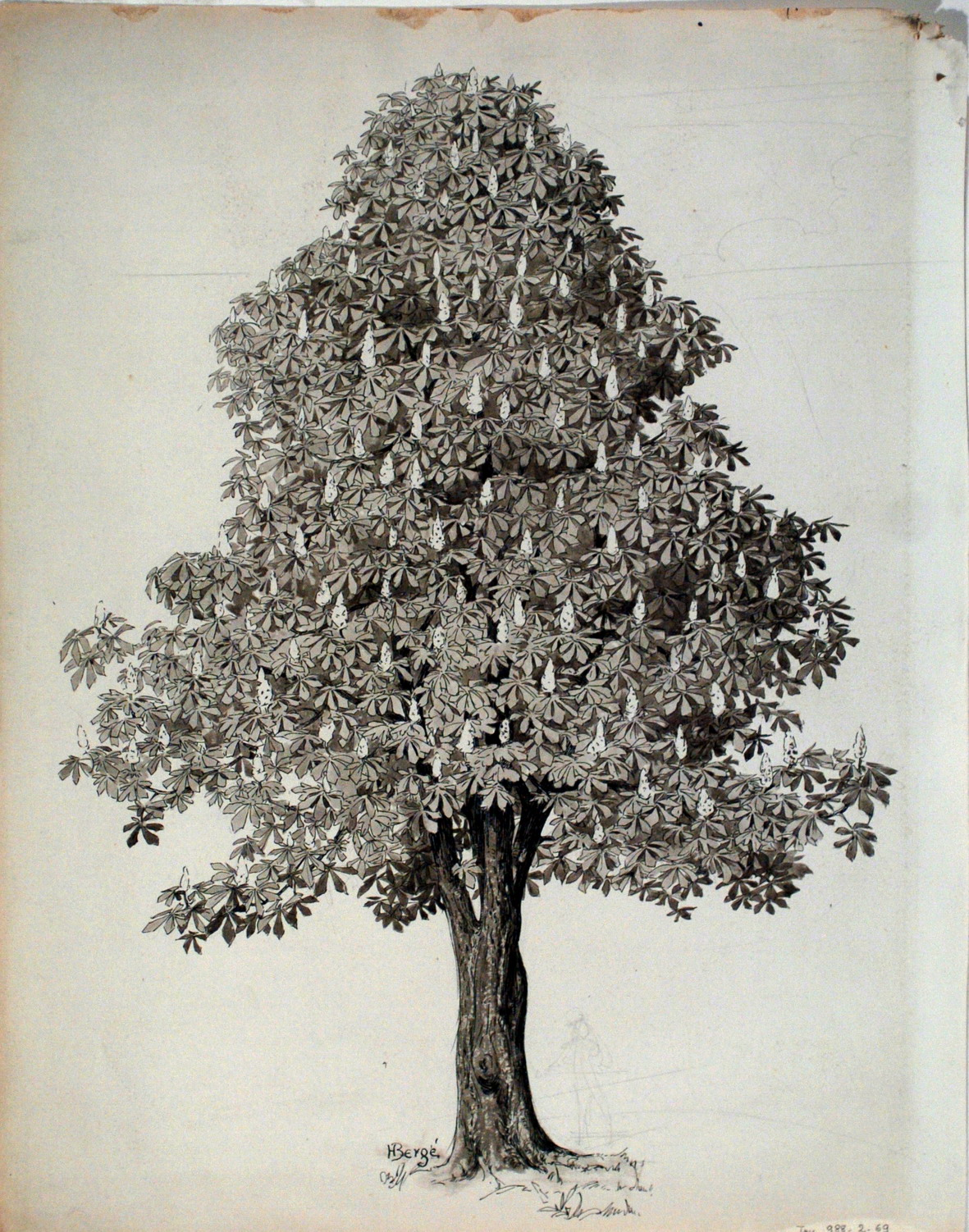
Dessin botanique d'Henri Bergé d'un marronnier.

C'est un grand arbre d’ornement dont la longévité  en milieu rural est facilement supérieure à 150 ans pouvant  parfois atteindre 300 ans, et mesurer jusqu'à 30 mètres. La sève, la bogue et la graine ont une odeur très particulière et un goût un peu amer.
L'écorce brune à légèrement rougeâtre est lisse chez le jeune arbre se fissure dans le sens de la longueur, parfois dans un mouvement hélicoïdal autour du tronc, s'écaille et se détache par petites plaques.
Les fleurs blanches ou roses, tachées de rouge, sont rassemblées en thyrses en forme de pyramide mais de nombreux variants existent. La couleur du centre de chaque fleur varie du jaune vers le rouge pour signaler aux insectes si la fleur contient du nectar ou si elle est déjà pollinisée. Le rouge indique aux insectes que la fleur est déjà pollinisée, le jaune qu'elle est intéressante à visiter. On peut remarquer que la couleur rouge est rarement bien visible pour les insectes et donc peu utilisée comme signal positif pour les insectes.
Les feuilles caduques sont opposées, grandes (30-50 cm)[réf. nécessaire], munies d'un long pétiole, palmées, à 5 ou 7 folioles dentelées.
Les bourgeons pointus qui apparaissant en automne, sont protégés par une sorte de résine fortement collante.
Le fruit est une capsule coriace, hérissée de pointes, qui renferme en général une seule grosse graine brune (parfois deux), lisse et luisante, toxique, appelée marron d'Inde. Les marrons du commerce, à griller ou utilisés en confiserie, qui sont comestibles, sont des châtaignes, fruits d’une variété de châtaignier (Castanea sativa) à fruits non cloisonnés. Ce ne sont donc pas les fruits du marronnier d'Inde.
Il faut éviter de lui faire subir des tailles sévères ou courtes.
Le marron d'Inde contient de l’amidon, des saponines (esculine) et des glucosides (fraxine).

## Distribution

Répartition sauvage du marronnier.

Contrairement à ce que pourrait laisser penser son nom vernaculaire "marronnier d'Inde", cet arbre est originaire uniquement du sud-est de l'Europe. Son aire de distribution naturelle est très morcelée dans les montagnes du sud des Balkans: principalement en Grèce et en Albanie, et de façon plus localisée en Macédoine et en Bulgarie. La plus importante zone de présence naturelle se trouve dans les montagnes du nord au centre de la Grèce, dans le Pinde et le massif du mont Parnasse tout près de l'ancienne cité grecque de Delphes. Il pousse là naturellement en forêt mélangée de feuillus, souvent avec le hêtre, le charme (Carpinus betulus), des frênes (Fraxinus exclesior et Fraxinus ornus), l'aulne glutineux (Alnus glutinosa), des érables et des tilleuls, dans les stations assez fraiches et humides, à une altitude de 700 à 1 200 m (extrêmes en Grèce : 244 à 1 485 m), sur des sols plutôt riches, souvent en bas de pente de vallons calcaires ou sur des sols alluviaux,.
Cette aire de répartition naturelle très restreinte ne correspond probablement pas exactement avec l’optimum écologique de l'espèce, elle correspond en fait à un refuge où l'espèce fut repoussée lors des dernières glaciations. Le climat de l'Holocène (période climatique actuelle) est redevenu favorable pour le marronnier dans une grande partie de l'Europe, mais il est resté bloqué dans le sud des Balkans où il s'est contenté de monter en altitude lorsque le climat s'est réchauffé. Cette essence avait une aire de répartition beaucoup plus étendue en Europe au début du Pléistocène. Des pollens anciens de cette espèce datant des précédentes interglaciaires ont été trouvés un peu partout en Europe, dont en France. Il est resté confiné dans le sud des Balkans par la topographie étant donné le faible pouvoir de dispersion des graines. Les marrons sont très sensibles à la dessiccation et ne peuvent pas germer à l'air libre sur des sols trop secs, l'espèce ne peut donc pas s'étendre par elle-même en dehors des micro-habitats frais et humides qu'elle occupe. Étant donné la morphologie des fruits, il est probable qu'un mammifère ou un oiseau, éventuellement un animal de la mégafaune du pléistocène, était spécialisé dans la consommation et la dispersion des marrons (zoochorie, à la manière du geai avec les glands des chênes ou de l'écureuil avec les noisettes), et cet animal avec lequel le marronnier aurait coévolué aurait disparu durant les dernières périodes glaciaires, diminuant ainsi fortement le pouvoir de dispersion et de reconquête du marronnier. La faune européenne actuelle ne consomme que rarement les marrons (cependant, la perruche à collier nouvellement introduite en Europe, apprécie les bogues et en consomme en grande quantité, tout en rejetant les marrons, et pourrait donc devenir un nouvel agent de dispersion). Aujourd'hui c'est l'homme qui a de nouveau dispersé l'espèce dans toute l'Europe en la plantant abondamment pour l'ornement des villes et des parcs. Les enfants jouant avec les marrons ressèment souvent des marronniers dans les alentours, voire beaucoup plus loin, et l'espèce est ainsi devenue subspontanée dans une grande partie de l'Europe.

### Menaces

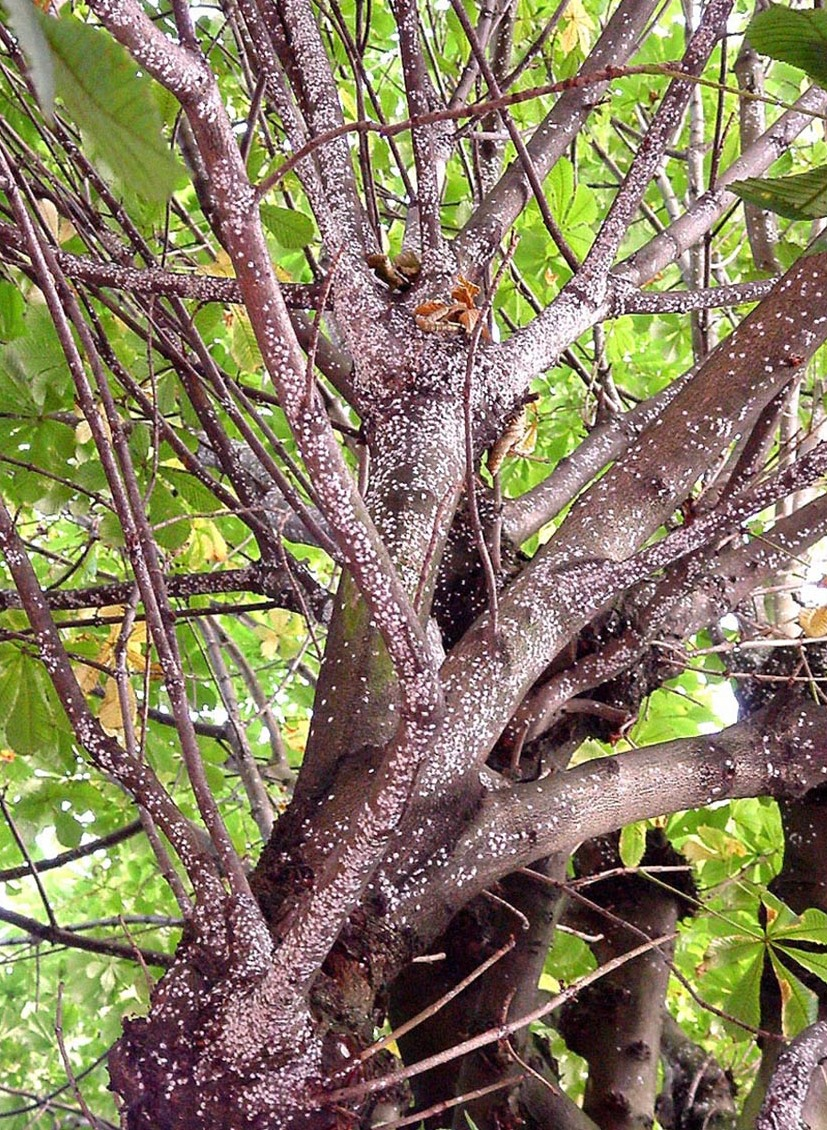
Cochenilles, indicatrices de stress, souvent en ville.

Le marronnier était autrefois peu sensible aux parasites, même planté en alignement. Il est depuis quelques décennies victime de plusieurs pathologies qui, sans être toujours nouvelles, semblent dans certaines régions et dans les villes prendre une ampleur croissante et préoccupante.
- Cameraria ohridella est un insecte lépidoptère (Gracillariidae) nouvellement apparu en Europe dont le nom commun est mineuse du marronnier d'Inde[16]. Ce très petit papillon dont l'origine reste inconnue a été découvert en 1985 en Macédoine, d’où il a envahi l'Europe en moins de 20 ans. Sa chenille creuse des galeries dans les feuilles de marronnier, provoquant une chute précoce du feuillage et un affaiblissement des arbres. Un projet européen nommé CONTROCAM a été lancé le 1er janvier 2001 par 8 partenaires : INRA (France), CSIOCB (République tchèque) , CABI (Suisse), UBW (Autriche), UBERN (Suisse), UTRS (Italie), TEIK (Grèce) et TUMUC (Allemagne - voir nota) qui coordonne le projet. Il vise à mieux connaître la mineuse, sa répartition, son écologie et ses impacts (en milieu urbain et rural, ainsi que dans les Balkans, dans la « nature »), et à les maîtriser par des moyens de lutte intégrée (il est par exemple recommandé de ramasser toutes les feuilles mortes porteuses de maladies dès le mois d'août/septembre).

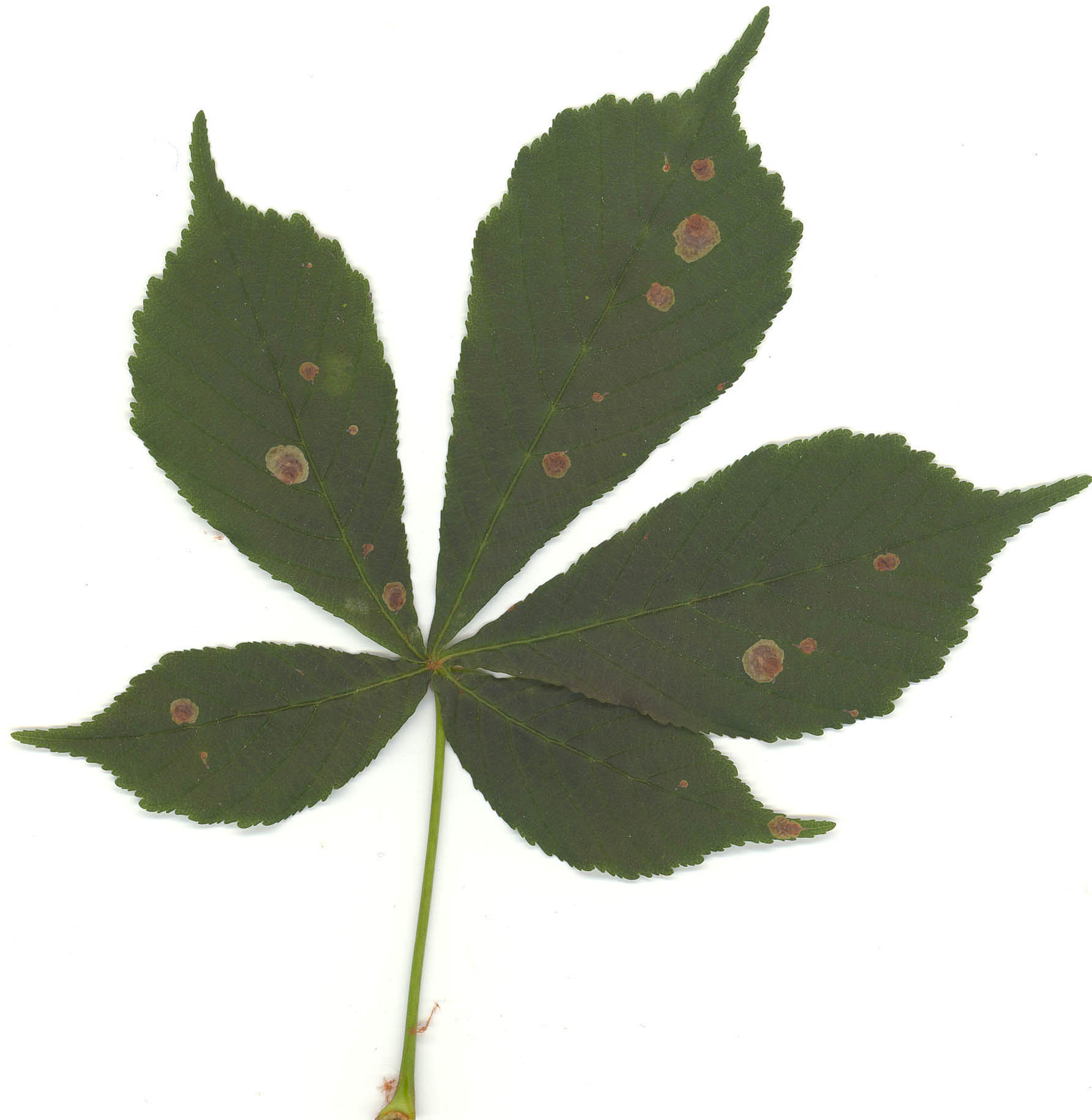
Feuille de marronnier infecté.
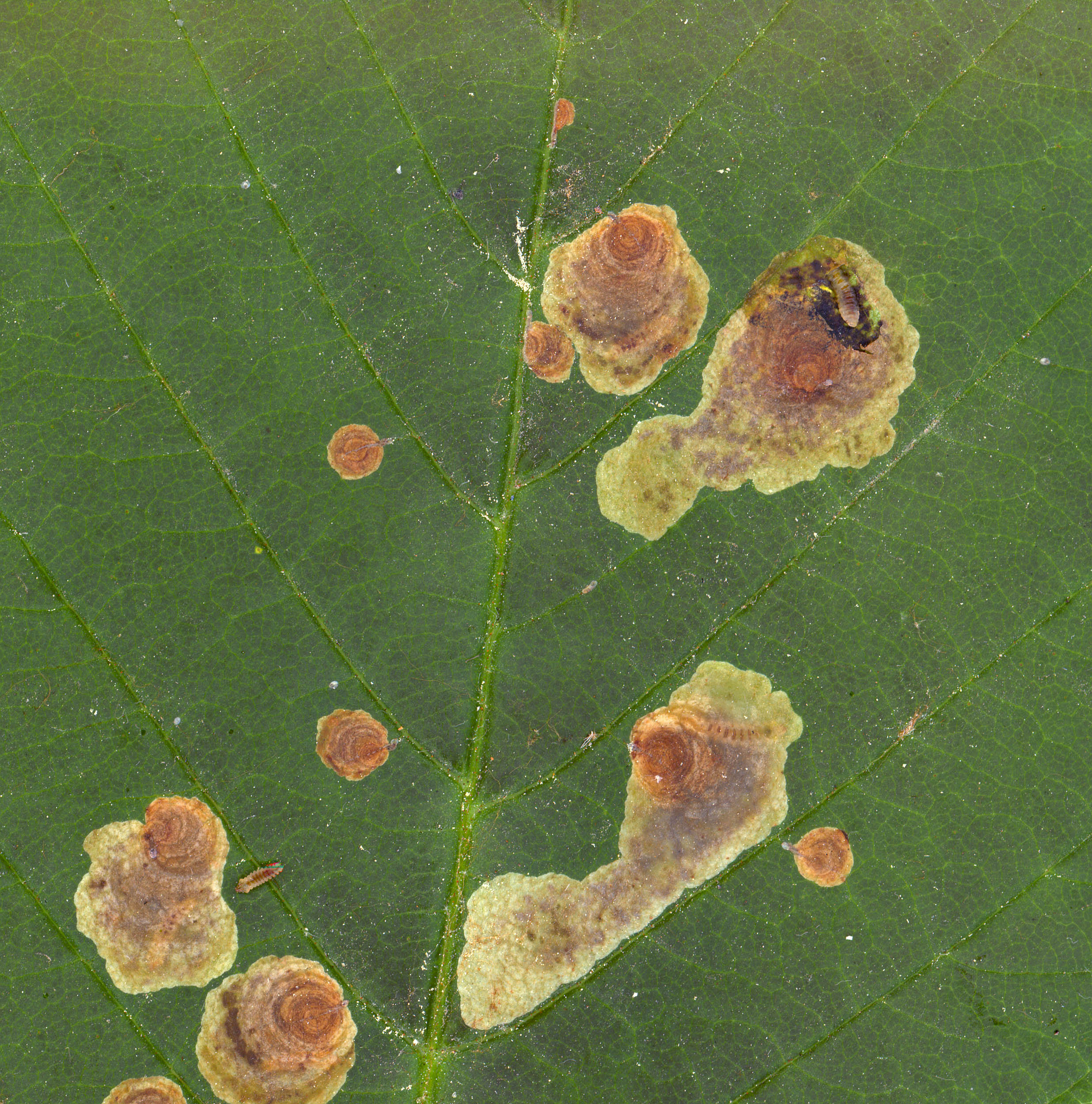
Tâches de la mineuse sur une feuille.
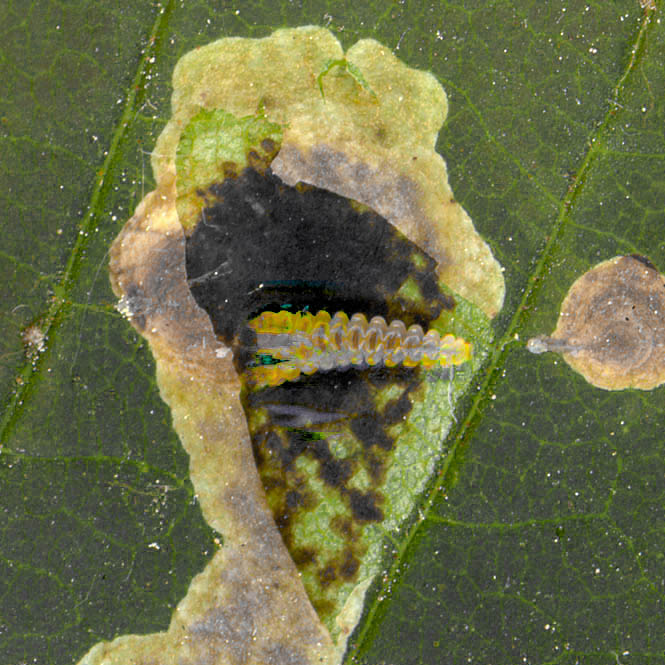
Chenille de Cameraria ohridella dans sa galerie.
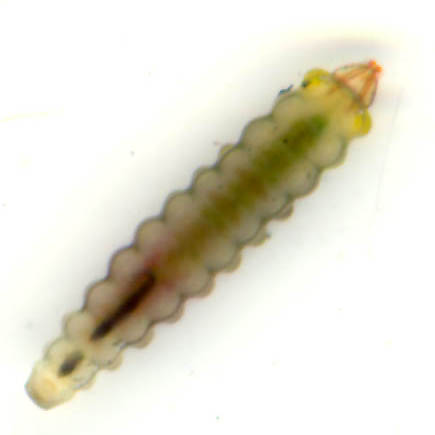
Chenille de Cameraria ohridella isolée.

La disparition des marronniers en Bavière serait une catastrophe nationale, car il y est devenu l'arbre emblématique des Biergarten.
- Le marronnier est aussi touché par un champignon, Guignardia aesculi, plus communément appelé Black rot. Cela provoque un dessèchement du limbe de la feuille, dont les symptômes sont des taches brun-rougeâtre bordées de jaune sur le feuillage.

- Les marronniers urbains sont parfois également infestés de cochenilles.

- La maladie la plus récente et la plus mortelle touche principalement quelques pays du centre de l'Europe de l'Ouest. Il s'agit d'un chancre bactérien, d'abord attribué à un organisme proche des champignons (Phytophthora), mais qui semble en fait produit par quelques variants particulièrement pathogènes d'une bactérie commune (Pseudomonas syringae).

Pour plus d’informations sur les pathologies du marronnier, voir les articles sur le genre Aesculus et sur Pseudomonas syringae.
Il semble que ces pathogènes se développent surtout sur des arbres dont le système racinaire est contraint, et chez des arbres exposés aux stress dus à la pollution ou aux modifications anthropiques locales et globales du climat (respectivement perturbation du couple thermohygrométrique en ville, et hivers doux et étés chauds et secs en zone tempérée).
Les papillons de nuit (hétérocère) suivants se nourrissent entre autres de marronnier : 
- noctuelle de l'érable, Arctomyscis aceris L[18]

- zeuzère du poirier, Zeuzera pyrina (Cossidae).

## Utilisations
Il est surtout utilisé comme arbre d’ornement, et moindrement d'alignement, pour ses grandes feuilles, sa floraison spectaculaire, et ses marrons autrefois jugés très exotiques. C'est l'un des arbres les plus abondamment plantés dans les villes et les villages d'Europe, les cours d'écoles, les parcs, les grands jardins, etc. Il fournit beaucoup d'ombre et de fraîcheur sous son feuillage dense et luxuriant. Arbre forestier vrai, il ne nécessite ni taille ni entretien particulier, mais il supporte des tailles parfois dures. Il rejette à partir des souches, souvent sans survivre. Il est jugé très résistant sur les sols qui lui conviennent, mais il est plus sensible à la pollution urbaine et à la déshydratation que le platane.
Le bois du marronnier est très homogène, blanc avec un aspect soyeux et laiteux, parfois grisâtre ou jaunâtre. Il est très léger (0,4 à 0,55 kg/dm3) et très tendre, facile à travailler. Cependant, à cause de son manque de solidité il n'est pas un bois de qualité pour la menuiserie ou la charpente, et son usage est aussi limité par une tendance trop fréquente à la fibre torse. Il n'est pas durable. Il n'est pas non plus un bon bois pour le papier, et il est plutôt mauvais combustible. Son grain très fin et sa légèreté permettent cependant de l'utiliser comme plis internes de contreplaqué, caisserie d'emballage, intérieur de meubles, sculpture, tournerie, modelage, orthopédie, panneaux pour la peinture, etc., bien que ces utilisations restent assez marginales. C'est un bois très réputé pour la pyrogravure.

### Propriétés et toxicité
Les marrons, tout comme les bourgeons et les feuilles peuvent être toxiques, notamment à cause de l'esculine, une molécule aux propriétés anticoagulantes.
La littérature rapporte quelques cas d'empoisonnements mortels humains, mais les données ne semblent pas toujours très fiables. Les marrons frais ne seraient pas aussi toxiques qu'on le dit parfois, car les saponines qu'ils contiennent sont faiblement absorbées au niveau des muqueuses[réf. nécessaire]. Certains auteurs pensent que les intoxications graves seraient le résultat d'une consommation régulière de marrons. Il faut considérer cette espèce comme potentiellement toxique pour les humains.
Des cas d'intoxication ont été décrits chez les ruminants, le cheval, le chien et le hamster. Les signes cliniques sont surtout digestifs, et parfois nerveux lors d'intoxication massive.
L'écorce (riche en tanins et en flavonoïdes) est utilisée pour faire des préparations contre les problèmes de circulation sanguine.

### Usages médicinaux

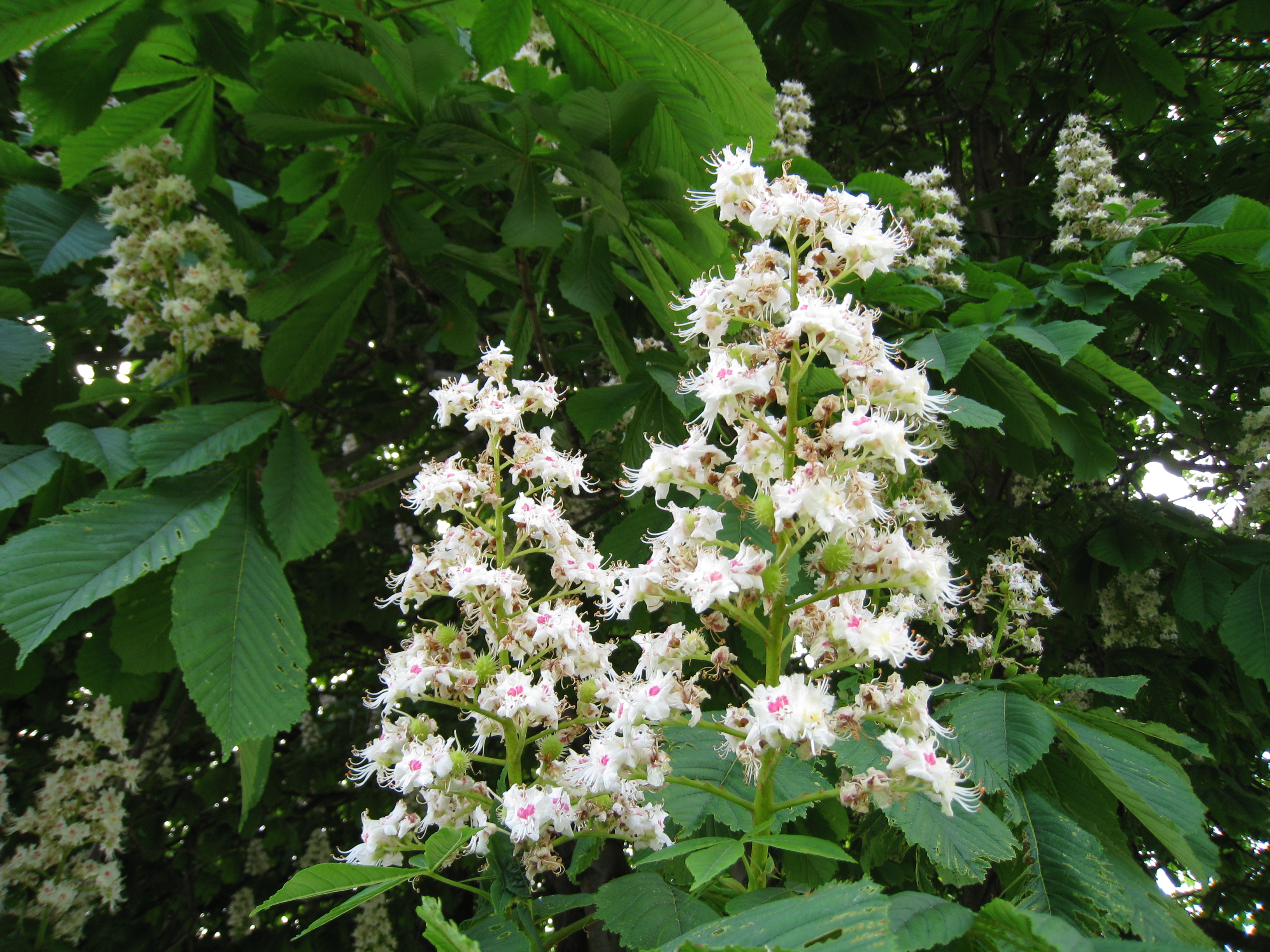
Inflorescence de marronnier commun.

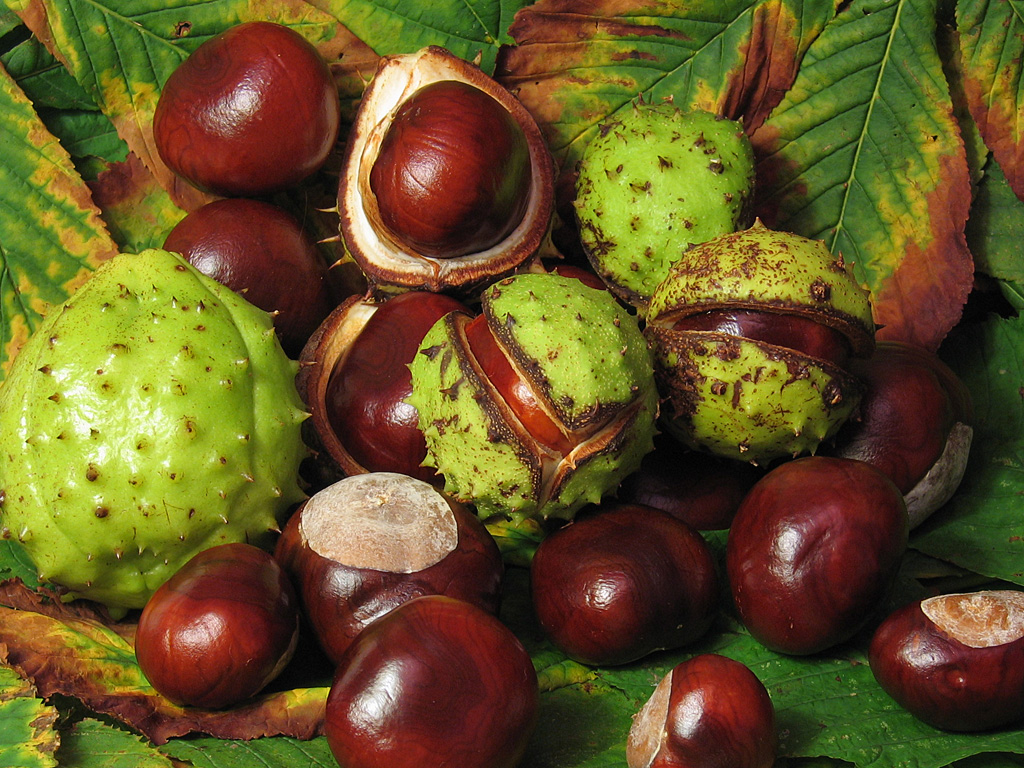
Marron d'Inde et sa bogue.

On utilise depuis longtemps son écorce (riche en tanins et en flavonoïdes), ses fleurs et ses marrons pour en tirer des préparations médicinales. En Turquie, le marron réduit en poudre était réputé soigner certaines maladies pulmonaires. Le marron semble aussi avoir été utilisé pour soigner les maladies pulmonaires du cheval.
Un extrait normalisé en escine (16 % à 20 %), mais ne contenant pas d'esculine (anticoagulant toxique) est commercialisé depuis les années 1960, fabriqué à partir de la graine entière, car la fleur, la feuille ou l'écorce contiennent de l'esculine. Il traite l'insuffisance veineuse et certains troubles associés (lourdeur et gonflement des jambes, démangeaisons, varices, phlébite, certaines ecchymoses, hémorroïdes (au XVIIIe siècle, les Français produisaient un extrait anti-hémorroïdaire).
Une étude faite sur des rats laisse penser que l’extrait normalisé de marronnier d’Inde aurait un effet hypoglycémiant qui pourrait contribuer à traiter le diabète.
Certains extraits ont une activité vitaminique P, anti-hémorragique, qui les ont fait utiliser dans des préparations destinées à faciliter la circulation sanguine. Les extraits de ses fruits ont le pouvoir scientifiquement prouvé de soulager les varices et favoriser leur disparition. Il contribue également à réduire la rétention des fluides.

## Culture et traditions

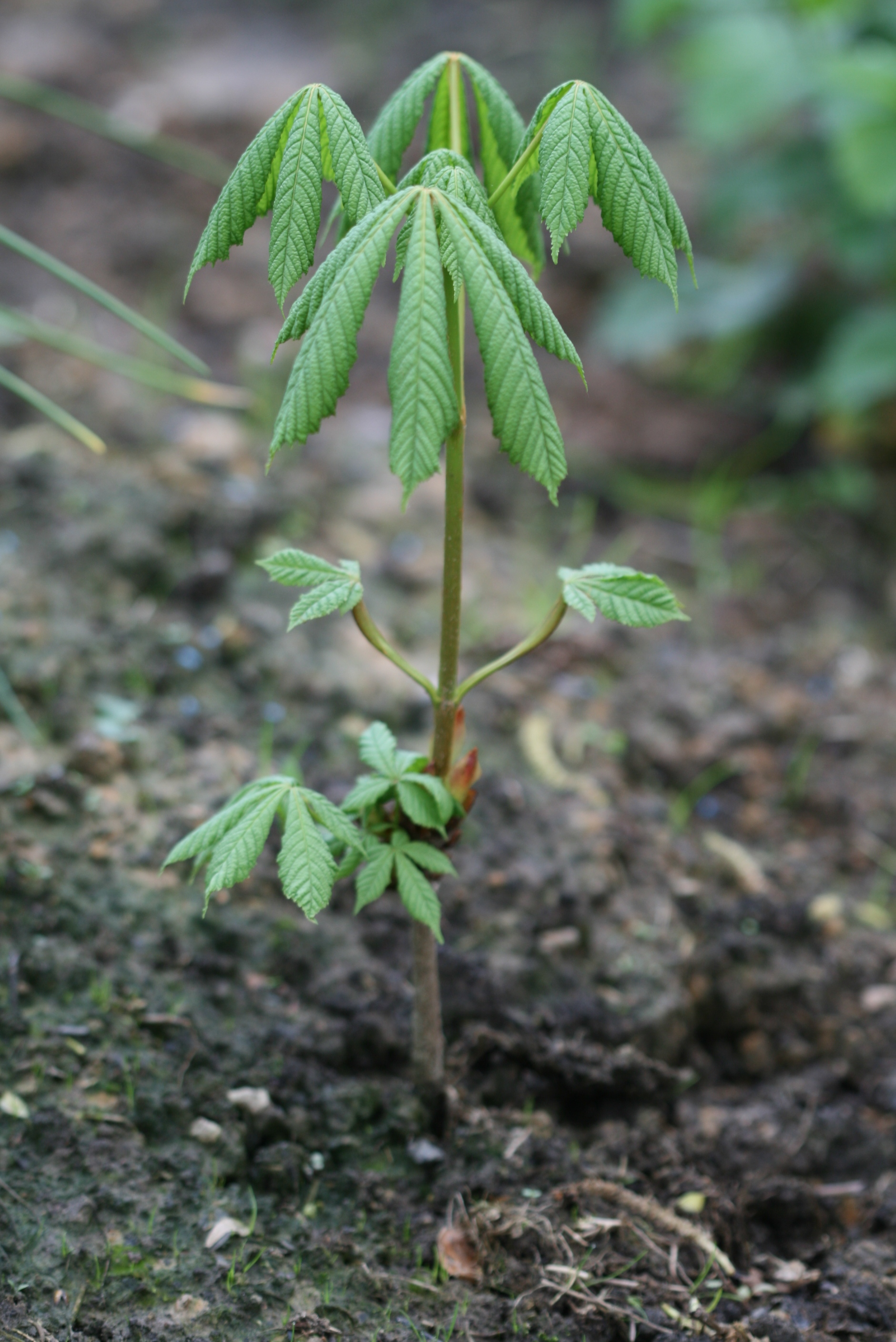
Jeune marronnier commun au printemps.

### Symbolique dans le calendrier républicain français
- Dans le calendrier républicain, le Marronnier était le nom attribué au 23e jour du mois de germinal[24], généralement chaque 12 avril du calendrier grégorien.

### Culture populaire
- La mini-série télévisée danoise Octobre fait une grande place aux marrons et aux figurines que peuvent en faire les enfants.
- En journalisme, le terme marronnier désigne un article ou reportage consacré à un événement récurrent et prévisible.
- Marron d’Inde se dit conker en anglais. Les Britanniques ont inventé le « conkers » dans lequel deux joueurs disposent chacun d’un marron soigneusement percé et retenu au bout d’une ficelle. Il s’agit de détruire en moins de 5 minutes le marron de l’adversaire, en le frappant avec le sien. Chaque joueur est à tour de rôle « teneur » et « frappeur ». Le frappeur frappe trois fois le marron de son adversaire, puis les rôles s’inversent, et ainsi de suite, jusqu’à destruction. Ce jeu, pratiqué seulement à l’automne, est en train de contaminer le continent. Des compétitions régionales, nationales et mondiales sont désormais organisées chaque année. Dans le Léon breton, il existe un jeu équivalent appelé le « postachik ».
- Le site de l’université nationale de Séoul a été converti en parc d’agrément en 1975, et porte le nom de « parc marronnier ».
- La ville de Genève possède un marronnier officiel qui a pour tradition d'annoncer le printemps lors de l'éclosion de son premier bourgeon.

## Classification botanique

### Autres espèces

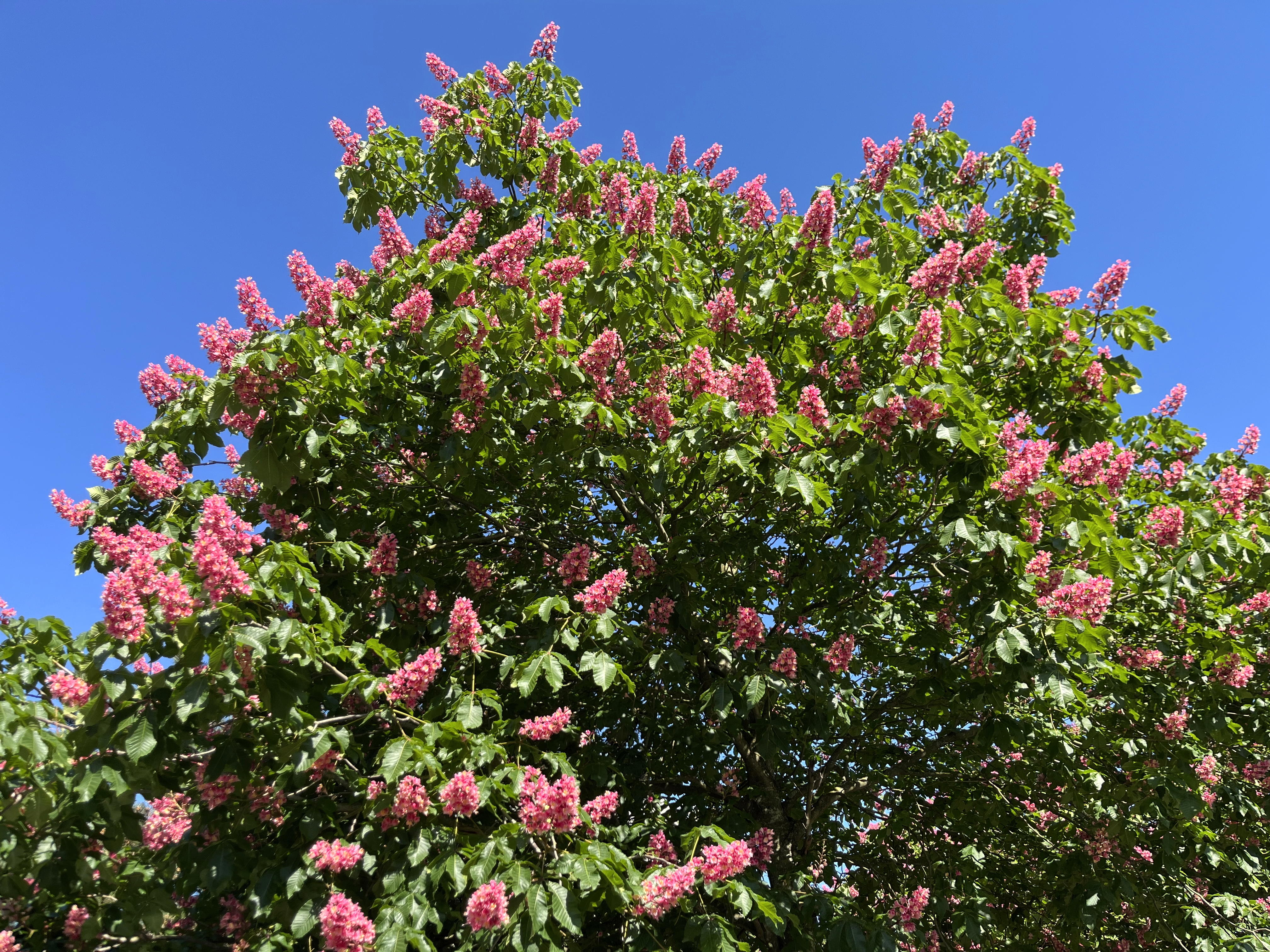
Marronnier rose.

Le marronnier n'est pas apparenté au châtaignier. Le marronnier fait partie de la famille des Sapindaceae comme l'érable, par exemple, tandis que le châtaignier fait partie de la famille des Fagaceae aux côtés du hêtre et du chêne.
- Aesculus × carnea, le marronnier à fleurs rouges ou marronnier rose, est un hybride de A. hippocastanum avec A. pavia. Il est aussi très commun dans les espaces verts et les villes.
- Aesculus pavia, le pavier rouge ;
- Aesculus flava, le pavier jaune (anciennement Aesculus octandra) ;
- Aesculus californica, le pavier de Californie ;
- Aesculus glabra, le pavier de l'Ohio ;
- Aesculus indica, le marronnier de l'Himalaya, le « vrai » marronnier d’Inde.

### Cultivars et variétés

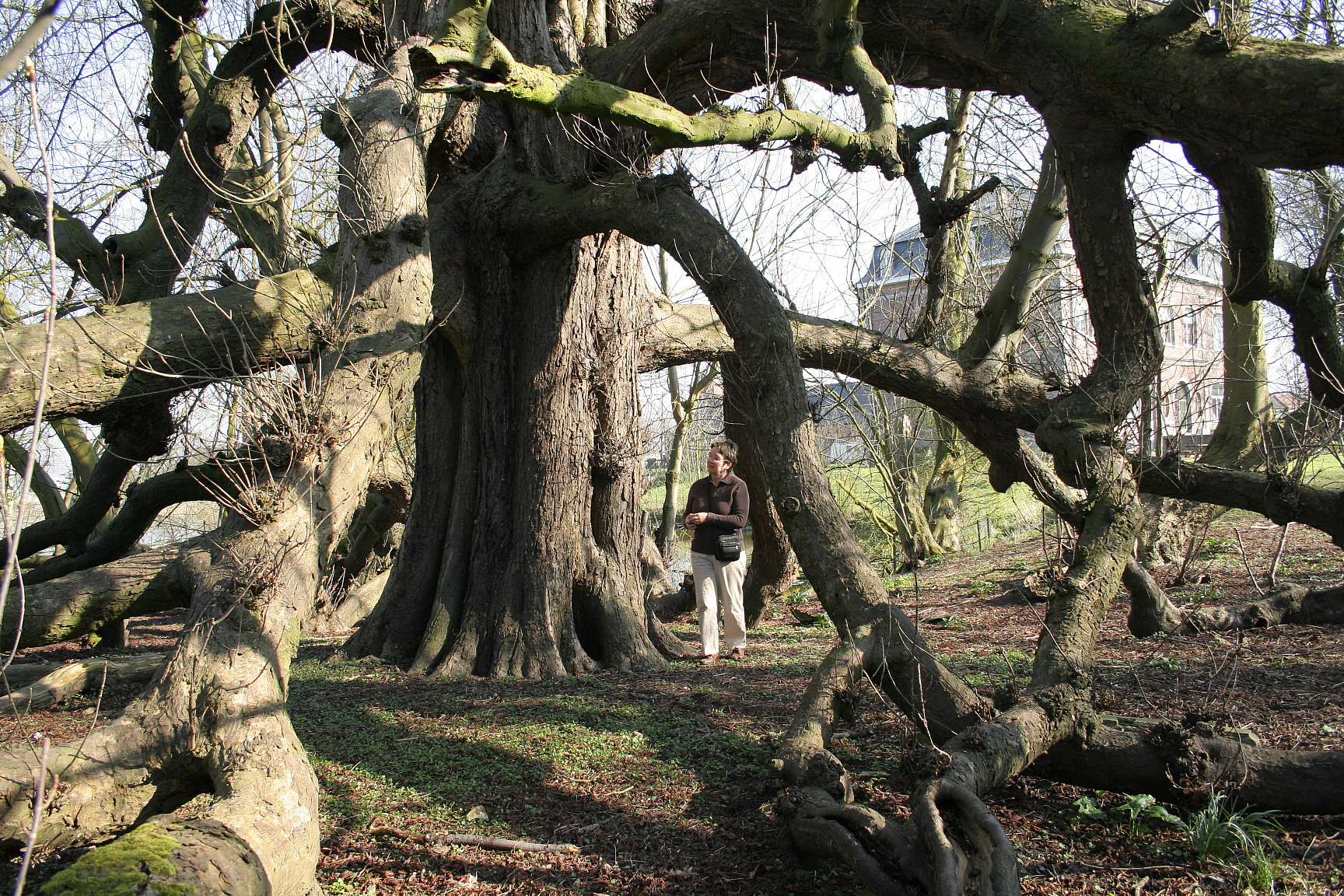
De vieux marronniers, en situation isolée peuvent parfois largement étaler et appuyer leurs basses branches au sol.

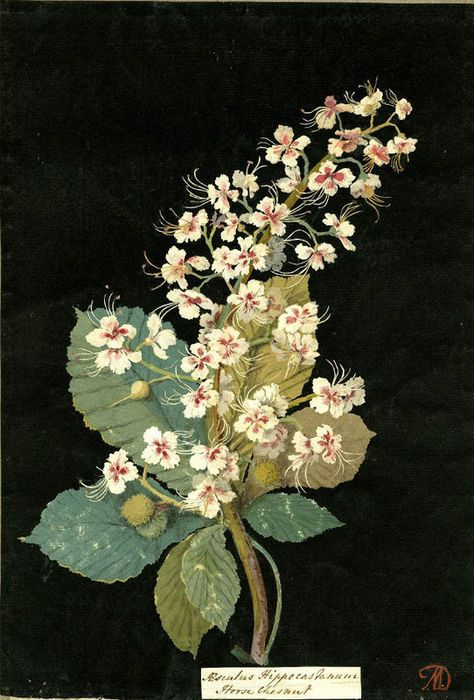
Aesculus hippocastanum L., collage papier botanique, par Mary Delany (1700-1788).

Il existe des cultivars et des variétés aux caractéristiques intéressantes pour le paysagiste mais ils sont difficiles à trouver, il faudra s'adresser à des pépiniéristes spécialisés ou à des pépinières de collection :
- Aesculus hippocastanum 'Albovariegata' au feuillage panaché blanc
- Aesculus hippocastanum 'Aureovariegata' au feuillage panaché jaune
- Aesculus hippocastanum 'Baumanii' aux fleurs doubles et qui ne produit pas de fruit
- Aesculus hippocastanum 'Crispa' au port pyramidal et compact
- Aesculus hippocastanum 'Digitata' avec seulement trois folioles plus petites que l'espèce type (3 à 5 m de haut)
- Aesculus hippocastanum 'Globosum' au port arrondi
- Aesculus hippocastanum 'Hamptoncourt Gold' aux feuilles vert jaunâtre au débourrement
- Aesculus hippocastanum 'Henkelii' : aux folioles plus petites et plus découpées que l'espèce type
- Aesculus hippocastanum 'Incisa' aux folioles fortement et doublement dentées
- Aesculus hippocastanum 'Laciniata' aux folioles très découpées
- Aesculus hippocastanum 'Memmingeri' aux feuilles jaunâtres au débourrement
- Aesculus hippocastanum 'Praecox' qui débourre plus tôt que l'espèce type
- Aesculus hippocastanum 'Pyramidalis' au port pyramidal
- Aesculus hippocastanum 'Umbraculifera' au port dense et arrondi
- Aesculus hippocastanum 'Wisselink' qui a les feuilles qui deviennent jaune or en été